# Yússuf ibn Úmar
Yússuf ibn Úmar (àrab: يوسف بن عمر, Yūsuf ibn ʿUmar) fou emir de Creta del 910 al 915. Era fill de l'emir Abu-Abd-Al·lah Úmar ibn Xuayb i el 910 va succeir el seu oncle Muhàmmad ibn Xuayb az-Zarqun. És probable que l'any 911 Creta patís una segona expedició dirigida per l'almirall romà d'Orient Himèrios. El 912 la flota d'Himèrios, que probablement acabava d'atacar Síria, va ser derrotada al nord de Quios pels musulmans siris i cretencs. Va morir el 915 i el va succeir el seu fill Alí ibn Yússuf.